# Туркель, Иван Лукич
Ту́ркель Ива́н Луки́ч (9 октября 1903 — 6 апреля 1983) — советский и польский военачальник, участник Гражданской, Советско-финской и Великой Отечественной войн, генерал-полковник авиации, генерал брони (ПНР), кавалер шести орденов Красного Знамени.

## Биография
Туркель Иван Лукич родился 9 октября 1903 года в деревне Федоровка Александровского уезда, ныне Мелитопольского района Запорожской области. В РККА с октября 1920 года.

### Образование
- Высший военно-политический техникум имени Совнаркома Воздушных сил Украины и Крыма в Харькове (1922)
- Егорьевская военная школа Красного Воздушного флота (1924)
- 1-я военная школа лётчиков имени А. Ф. Мясникова (1926)
- Серпуховская военная школа воздушного боя (1926)
- Липецкие высшие авиационные курсы усовершенствования (1937)
- ВАК при Высшей военной академии им. К. Е. Ворошилова (1949)

### Довоенный период
В годы Гражданской войны служил красноармейцем-писарем в Управлении продовольствия 4-й армии Южного фронта и делопроизводителем, начальником канцелярии Александровской райпродкомиссии в г. Запорожье.
После войны с октября 1921 года находился на учёбе в Высшем военно-политическом техникуме им. Совнаркома Воздушных сил Украины и Крыма, а по его окончании с июля 1922 года служил младшим мотористом и казначеем в 1-й разведывательной авиационной эскадрильи в городе Киев. С января 1923 года — секретарь военкома Ленинградской высшей школы летнабов. В сентябре 1923 года приступил к обучению в Егорьевской военной школе Красного Воздушного флота, затем с 1924 года в 1-й военной школе летчиков, а с марта 1926 года — в Военной школе воздушного боя. По её окончании в июле того же года назначен инструктором-летчиком в 1-я военная школа лётчиков имени А. Ф. Мясникова, в 1929 году направлен в 8-ю военную школу пилотов командиром звена, вырос до командира отряда и эскадрильи. В январе 1936 года принят на Липецкие высшие авиационные курсы усовершенствования. В феврале 1937 года назначен командиром эскадрильи в 1-ю военную школу летчиков им. А. Ф Мясникова.
С июля 1937 по май 1938 года находился в специальной командировке в Монголии старшим инспектором по авиации Главного штаба Монгольской Народной Республики. С декабря 1938 года — командир эскадрильи в Таганрогской военной школы пилотов. В мае 1939 года перевелся в строевые части ВВС командиром эскадрильи 35-го легкого бомбардировочного авиационного полка Ленинградского военного округа, в составе которого принимал участие в Советско-финской войне 1939—1940 годов, лично произвел 34 боевых вылета.
В январе 1940 и феврале 1941 года награждён орденами Красного Знамени. В апреле 1940 года назначен командиром 96-го дальнебомбардировочного авиационного полка, в августе 1940 года — помощником командира 41-й бомбардировочной авиационной дивизии, а в январе 1941 года — командиром 1-й смешанной авиационной дивизии в Мурманске.

## Во время Великой Отечественной войны
С началом Великой Отечественной войны в должности командира 1-й смешанной авиационной дивизии).
- В августе 1941 года — командующий ВВС 14-й армии Карельского фронта.
- с октября 1942 года формировал и командовал 2-м бомбардировочным авиационным корпусом на Донском и Сталинградском фронтах, участвовал в Сталинградской битве.
- с января 1943 года — генерал-инспектор ВВС Красной Армии.

В 1944 году принимал участие в подготовке к боевым операциям 2-й и 16-й воздушных армий. Проверял боевую подготовку тыловых частей и ВУЗов. В январе — феврале 1945 года проводил инспекторскую проверку воздушных армий на Дальнем Востоке, проводил совместно с наземными войсками летно-тактические дивизионные и армейские учения.

### После войны
После войны оставался на той же должности.
- с апреля 1946 года — начальник управления ВУЗов ВВС Красной Армии
- с июня 1948 года слушатель ВАК при Высшей военной академии им. К. Е. Ворошилова
- с мая 1949 года — командующий 26-й воздушной армией
- В декабре 1950 года откомандирован в Войско Польское, где исполнял должность командующего ВВС Войска Польского, оставаясь в кадрах Советской Армии
- с ноября 1956 года — 1-й заместитель командующего, затем командующий Дальней Авиацией
- с августа 1964 года консультант по вопросам Дальней авиации заместителя главнокомандующего ВВС по боевой подготовке
- с декабря 1968 года — в отставке

Проживал в Москве. Умер 6 апреля 1983 года. Похоронен на Ваганьковском кладбище (3 уч.).

### Воинские звания
- генерал-майор авиации — 9 ноября 1941 года
- генерал-лейтенант авиации — 28 мая 1943 года
- генерал-полковник авиации — 1 марта 1946 года

## Награды
- орден Ленина (1945)[4]
- орден Красного Знамени (01.1940)
- орден Красного Знамени (02.1941)
- орден Красного Знамени (03.11.1944)[4]
- орден Красного Знамени (1950)[4]
- орден Красного Знамени
- орден Красного Знамени
- орден Кутузова 1 степени (18.08.1945 г.)[5]
- орден Суворова 2 степени
- орден Кутузова 2 степени
- орден Кутузова 2 степени
- медали

Других государств
- орден «Знамя Труда» I степени (ПНР)
- Командорский крест со звездой ордена Возрождения Польши (ПНР)
- Командорский крест ордена Возрождения Польши (ПНР)
- бронзовая медаль «Вооруженные силы на службе Родине» (ПНР)